# Maria Dehnisch
Maria Dehnisch, född 1964 i Stockholm, är en svensk skådespelare.
Dehnisch studerade vid Statens scenskola i Göteborg. Efter avslutade studier i Göteborg läste hon vid Moskvas konstnärliga teaterakademi och Stockholms filmskola.

## Filmografi
- 1980 – Barnens ö
- 1981 – Det finns inga smålänningar (TV-serie)
- 1982 – Dubbelsvindlarna (TV-serie)
- 1984 – Träpatronerna (TV-serie)
- 1992 – Kejsarn av Portugallien
- 1998 – Skilda världar (TV-serie)